# Даюй
Даю́й (кит. упр. 大余, пиньинь Dàyú) — уезд городского округа Ганьчжоу провинции Цзянси (КНР).

## История
Ещё во времена империи Цинь в 214 году до н.э. в этих местах был создан уезд Наньмао (南懋县), впоследствии расформированный.
В эпоху Южных и Северных династий, когда эти места находились в составе государства Лян, в 550 году из Наньканского округа (南康郡) был выделен Шисинский округ (始兴郡). Когда эти места оказались в составе государства Чэнь, в 581 году из Шисинского округа был выделен Аньюаньский округ (安远郡). После того как государство Чэнь, объединив все китайские земли, переименовалось в империю Суй, в 590 году Аньюаньский округ был понижен в статусе, и стал уездом Даюй (大庾县). В 596 году уезд Даюй был присоединён к уезду Нанькан. В 705 году, во времена империи Тан, уезд Даюй был воссоздан.
После образования КНР в 1949 году был создан Специальный район Ганьчжоу (赣州专区), и уезд вошёл в его состав. В ноябре 1949 года Специальный район Ганьчжоу был расформирован, и был создан Ганьсинаньский административный район (赣西南行署区). 17 июня 1951 года был упразднён Ганьсинаньский административный район и воссоздан Специальный район Ганьчжоу. В мае 1954 года Специальный район Ганьчжоу был переименован в Ганьнаньский административный район (赣南行政区). 
Постановлением Госсовета КНР от 1 мая 1957 года написание названия уезда Даюй было изменено с 大庾县 на 大余县.
В мае 1964 года Ганьнаньский административный район был снова переименован в Специальный район Ганьчжоу. В 1970 году Специальный район Ганьчжоу был переименован в Округ Ганьчжоу (赣州地区).
Постановлением Госсовета КНР от 24 декабря 1998 года Округ Ганьчжоу был преобразован в городской округ; это постановление вступило в силу с 1 июля 1999 года.

## Административное деление
Уезд делится на 8 посёлков и 3 волости.